# 冥卫二

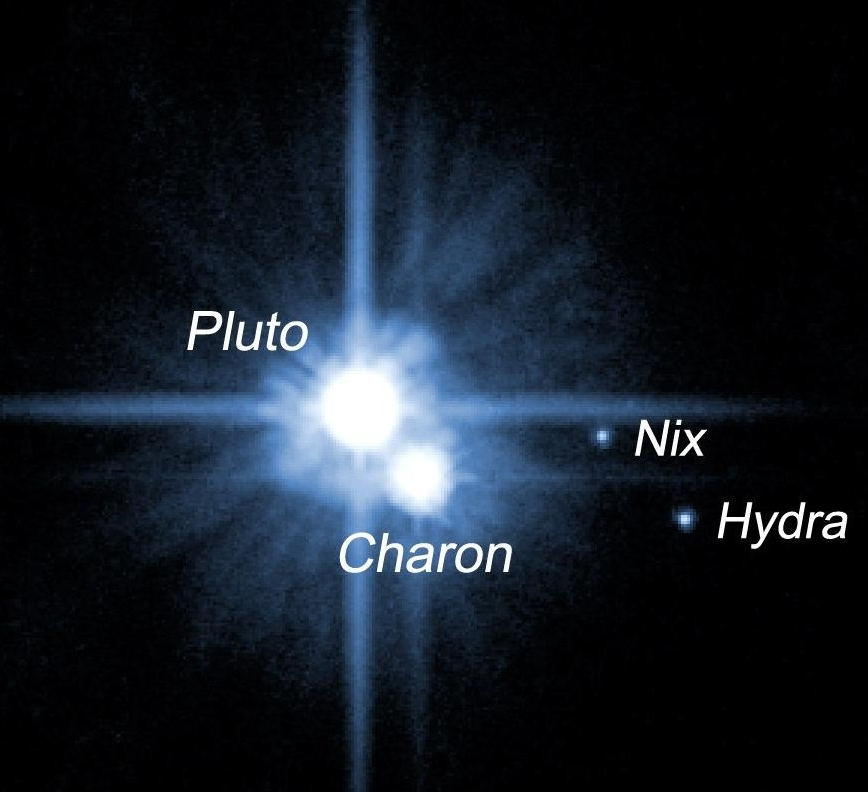
哈勃望遠鏡拍攝的冥王星與其三顆衛星

冥衛二正式名稱為Nix（/ˈnɪks/ ，尼克斯），是冥王星的一颗卫星。
2005年5月首次被冥王星伴侣搜索隊通过哈勃太空望远镜观测到。其照片于2005年5月15日和2005年5月18日被哈勃望遠鏡拍摄到；2005年5月15日Max J. Mutchler经确认和预估後，于2005年10月31日公布卫星发现的消息，初被編號為S/2005 P2，於2006年6月下旬的國際天文學聯合會會議上正式被命名為Nix（尼克斯，希臘神話中代表黑夜的女神）（原本建議命名為Nyx，但是為了不和小行星3908(Nyx)混淆，所以把它命名為與Nyx同音的Nix），名字以2006年1月啟程飛往冥王星的新视野號（New Horizons）探測器名字的首個字母為概念。
观测显示其与冥卫一（卡戎）类似，軌道半徑49,000公里，以25天周期繞冥王星運轉；估計其直径在31-50公里之间（依反照率判定将可研判出更精确的数据）。冥衛二比冥衛三暗25%，所以可能也比较小。
初時研究時認為冥衛二和冥王星一樣是紅色的，後來才發現冥衛二和其他兩顆衛星一樣是灰色的。
根據觀察，冥衛二並沒有穩定的自轉（自轉一週大約1.829天）。